# Lembit Lõhmus

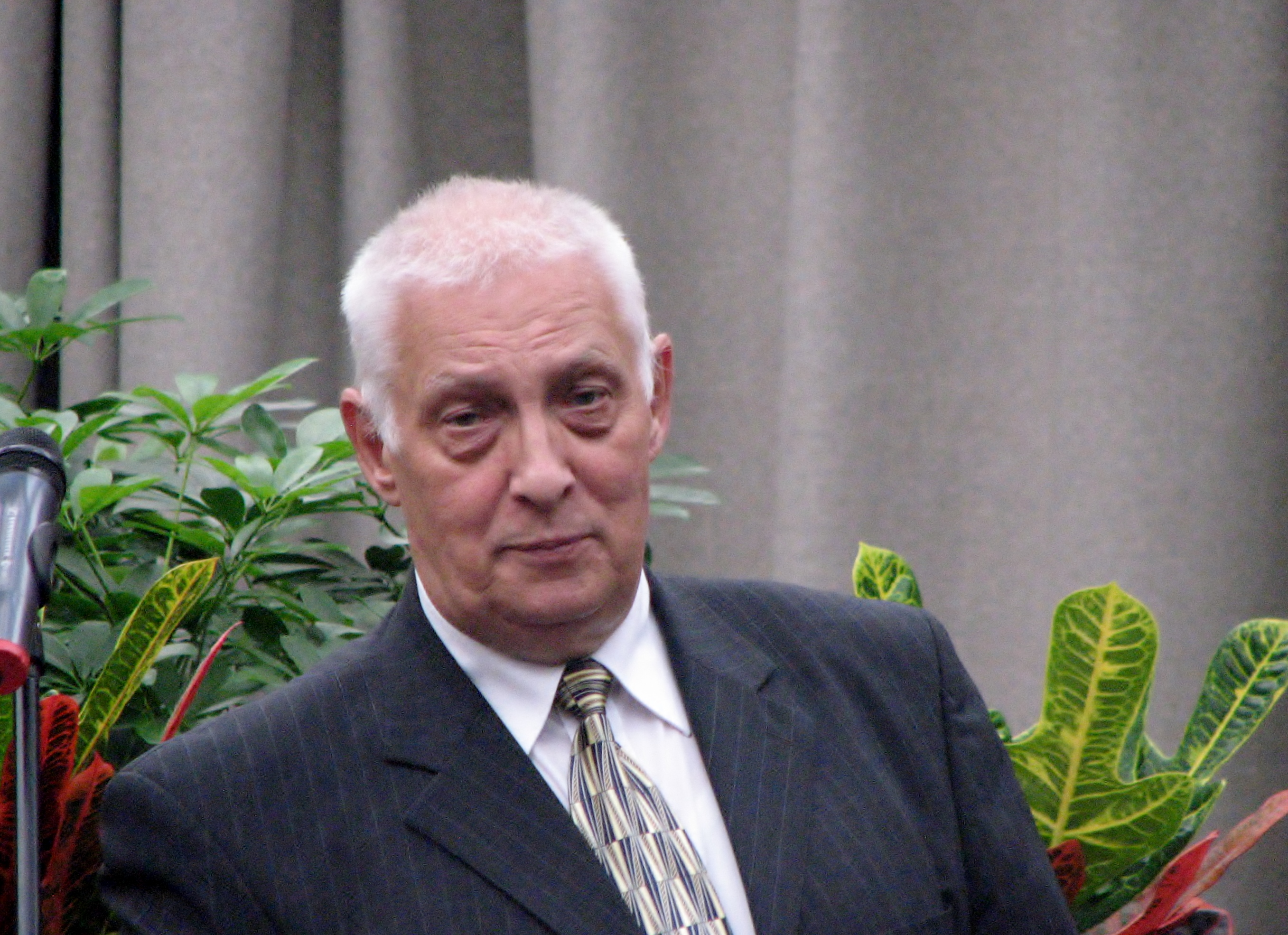
Lembit Lõhmus (2013)

Lembit Lõhmus (geboren am 25. September 1947 in Mustla, Landgemeinde Tarvastu, Kreis Viljandi) ist ein estnischer Grafiker, Holzschneider, Kupferstecher und Medailleur, der neben zahlreichen Entwürfen für Briefmarken verschiedener Staaten auch die estnischen Euromünzen gestaltete.

## Leben und Werk

Estnische Euromünze zu 5 Cent, 2011

Von 1969 bis 1975 studierte Lembit Lõhmus Grafikdesign an der Tartu Kunstkool in Tartu und der Estnischen Kunstakademie in Tallinn. Anschließend arbeitete er bis 1977 als Leiter der Abteilung für angewandte Kunst im Eesti Kunstimuuseum. Darauf folgte bis 1988 eine Tätigkeit als Innenarchitekt beim staatlichen Designinstitut Eesti Projekt und der kommunalen Bauverwaltung. Zwischen 1989 und 2003 war Lõhmus als freier Grafikdesigner tätig. Darauf folgte bis zu seiner Pensionierung im Jahr 2010 eine Anstellung bei der Eesti Post, wo er mit den Entwürfen von Briefmarken und philatelistischen Produkten befasst war. Seither ist er wieder als freier Grafiker tätig.
Das Werk von Lembit Lõhmus umfasst mehr als 500 Arbeiten. Dazu gehört eine große Zahl von Holzschnitten, Kupferstichen und Stahlstichen in Form von Exlibris, für die Lõhmus vielfach ausgezeichnet worden ist. Für sechs Staaten – die Sowjetunion, Estland, Schweden, Lettland, Litauen und Kasachstan – fertigte Lõhmus die Entwürfe von mehr als 200 Briefmarken. Sein am weitesten verbreitetes Werk sind die seit 2011 umlaufenden estnischen Euromünzen mit dem Kartenumriss des Landes als Motiv.
Seit 1987 wurde Lõhmus' Werk in mehr als 30 Ausstellungen präsentiert. Anlässlich seines 70. Geburtstags zeigte das Estnische Nationalmuseum in Tartu 2017 die Einzelausstellung Mente et manu.

## Auszeichnung
- Ehrenbürger der Landgemeinde Tarvastu (2011).